# Безручейка
Безручейка — деревня в Тюхтетском районе Красноярского края России. Входит в состав Зареченского сельсовета. Находится примерно в 9 км к северо-востоку от районного центра, села Тюхтет, на высоте 203 метров над уровнем моря.

## Население
| 2010 |
| ---- |
| 56   |

По данным Всероссийской переписи, в 2010 году численность населения деревни составляла 56 человек (26 мужчин и 30 женщин).